# Suzanne Allday
Suzanne Allday (geb. Farmer; * 26. November 1934 in Shoreham-by-Sea; † 26. Juli 2017 in Chichester) war eine britische Diskuswerferin und Kugelstoßerin.
Bei den Olympischen Spielen 1952 in Helsinki kam sie im Diskuswurf auf den 15. Platz.
1954 gewann sie für England startend bei den British Empire and Commonwealth Games in Vancouver Silber im Diskuswurf und wurde jeweils Sechste im Kugelstoßen und im Speerwurf. Zwei Jahre später belegte sie bei den Olympischen Spielen 1956 in Melbourne im Kugelstoßen den 15. Platz und schied im Diskuswurf in der Qualifikation aus.
1958 holte sie bei den British Empire and Commonwealth Games in Cardiff Gold im Diskuswurf und Silber im Kugelstoßen. Bei den Leichtathletik-Europameisterschaften in Stockholm wurde sie Fünfte im Kugelstoßen und Zehnte im Diskuswurf. Bei den Olympischen Spielen 1960 in Rom kam sie im Kugelstoßen und Diskuswurf nicht über die Vorrunde hinaus.
1962 wurde sie bei den Leichtathletik-Europameisterschaften in Belgrad Zehnte im Kugelstoßen. Bei den British Empire and Commonwealth Games in Perth gewann sie im Kugelstoßen Bronze und wurde Vierte im Diskuswurf.
Je siebenmal wurde sie Englische Meisterin im Diskuswurf (1952, 1953, 1956, 1958–1961) und im Kugelstoßen (1954, 1956, 1958–1962). In der Halle holte sie 1962 und 1963 den Englischen Meistertitel.
Sie war mit dem ehemaligen Hammerwerfer Peter Allday († 2018) verheiratet.

## Persönliche Bestleistungen
- Kugelstoßen: 15,18 m, 18. Mai 1964, Aldershot
- Diskuswurf: 47,70 m, 7. Juni 1958, London